# Línea 79 (EMT Madrid)
La línea 79 de la EMT de Madrid une la plaza de Legazpi con Villaverde Alto.

## Características

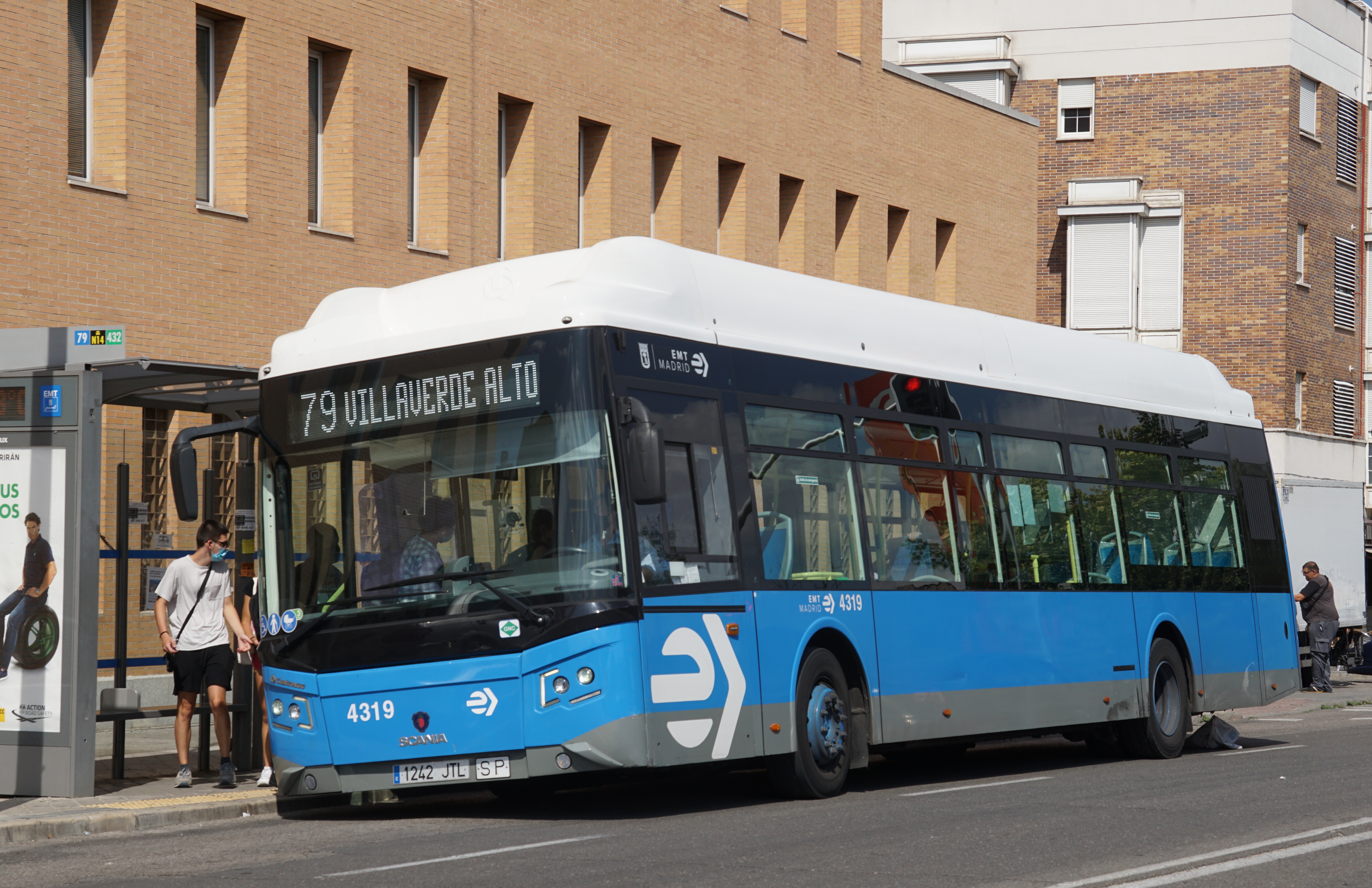
Un autobús de la línea 79 en la calle Domingo Párraga, agosto de 2020

La línea comunica el intercambiador multimodal de Legazpi con la avenida de Córdoba, el Hospital 12 de Octubre, la avenida de Andalucía, San Cristóbal de los Ángeles, el polígono industrial de Villaverde y Villaverde Alto.
Su recorrido se complementa con la línea 22, con la que comparte buena parte de su recorrido, sin embargo las cabeceras en Villaverde Alto se encuentran en puntos diferentes y la línea 22 no presta servicio a San Cristóbal de los Ángeles ni el polígono industrial de Villaverde, zonas que sí cubre la línea 79. También se complementa con la línea 59 entre Legazpi y San Cristóbal de los Ángeles.
Desde la creación de esta línea hasta 1992, circulaba entre Legazpi y el polígono industrial de Villaverde, siendo prolongada desde ese momento hasta el casco antiguo de Villaverde, y poco después -el 22 de enero de 1994- se cambió su recorrido de modo que pasara por dentro de la Colonia San Cristóbal de los Ángeles.

## Horarios
| Lunes a viernes laborables |                           |                           |                           |                           |                           |                           |                           |                           |                           |                           |                           |                           |                           |                           |                           |                           |                           |                           |                           |                           |                           |                           |                           |                           |                           |                           |                           |                           |                           |                           |                           |                           |                           |                           |                           |
| Legazpi > Villaverde Alto  | Legazpi > Villaverde Alto | Legazpi > Villaverde Alto | Legazpi > Villaverde Alto | Legazpi > Villaverde Alto | Legazpi > Villaverde Alto | Legazpi > Villaverde Alto | Legazpi > Villaverde Alto | Legazpi > Villaverde Alto | Legazpi > Villaverde Alto | Legazpi > Villaverde Alto | Legazpi > Villaverde Alto | Legazpi > Villaverde Alto | Legazpi > Villaverde Alto | Legazpi > Villaverde Alto | Legazpi > Villaverde Alto | Legazpi > Villaverde Alto | Legazpi > Villaverde Alto | Villaverde Alto > Legazpi | Villaverde Alto > Legazpi | Villaverde Alto > Legazpi | Villaverde Alto > Legazpi | Villaverde Alto > Legazpi | Villaverde Alto > Legazpi | Villaverde Alto > Legazpi | Villaverde Alto > Legazpi | Villaverde Alto > Legazpi | Villaverde Alto > Legazpi | Villaverde Alto > Legazpi | Villaverde Alto > Legazpi | Villaverde Alto > Legazpi | Villaverde Alto > Legazpi | Villaverde Alto > Legazpi | Villaverde Alto > Legazpi | Villaverde Alto > Legazpi | Villaverde Alto > Legazpi |
| 06                         | 07                        | 08                        | 09                        | 10                        | 11                        | 12                        | 13                        | 14                        | 15                        | 16                        | 17                        | 18                        | 19                        | 20                        | 21                        | 22                        | 23                        | 06                        | 07                        | 08                        | 09                        | 10                        | 11                        | 12                        | 13                        | 14                        | 15                        | 16                        | 17                        | 18                        | 19                        | 20                        | 21                        | 22                        | 23                        |
| 00 20 40                   | 00 20 40                  | 00 20 40                  | 00 20 40                  | 00 20 40                  | 00 20 40                  | 00 20 40                  | 00 20 40                  | 00 20 40                  | 00 20 40                  | 00 20 40                  | 00 20 40                  | 00 20 40                  | 00 20 40                  | 00 20 40                  | 00 20 40                  | 00 20 40                  | 05 30                     | 00 20 40                  | 16 32 50                  | 10 30 50                  | 10 30 50                  | 10 30 50                  | 10 30 50                  | 10 30 50                  | 10 30 50                  | 10 30 50                  | 10 30 50                  | 10 30 50                  | 10 30 50                  | 10 30 50                  | 10 30 50                  | 10 30 50                  | 10 30                     | 00 25 50                  | 30                        |
| Sábados laborables         |                           |                           |                           |                           |                           |                           |                           |                           |                           |                           |                           |                           |                           |                           |                           |                           |                           |                           |                           |                           |                           |                           |                           |                           |                           |                           |                           |                           |                           |                           |                           |                           |                           |                           |                           |
| Legazpi > Villaverde Alto  | Legazpi > Villaverde Alto | Legazpi > Villaverde Alto | Legazpi > Villaverde Alto | Legazpi > Villaverde Alto | Legazpi > Villaverde Alto | Legazpi > Villaverde Alto | Legazpi > Villaverde Alto | Legazpi > Villaverde Alto | Legazpi > Villaverde Alto | Legazpi > Villaverde Alto | Legazpi > Villaverde Alto | Legazpi > Villaverde Alto | Legazpi > Villaverde Alto | Legazpi > Villaverde Alto | Legazpi > Villaverde Alto | Legazpi > Villaverde Alto | Legazpi > Villaverde Alto | Villaverde Alto > Legazpi | Villaverde Alto > Legazpi | Villaverde Alto > Legazpi | Villaverde Alto > Legazpi | Villaverde Alto > Legazpi | Villaverde Alto > Legazpi | Villaverde Alto > Legazpi | Villaverde Alto > Legazpi | Villaverde Alto > Legazpi | Villaverde Alto > Legazpi | Villaverde Alto > Legazpi | Villaverde Alto > Legazpi | Villaverde Alto > Legazpi | Villaverde Alto > Legazpi | Villaverde Alto > Legazpi | Villaverde Alto > Legazpi | Villaverde Alto > Legazpi | Villaverde Alto > Legazpi |
| 06                         | 07                        | 08                        | 09                        | 10                        | 11                        | 12                        | 13                        | 14                        | 15                        | 16                        | 17                        | 18                        | 19                        | 20                        | 21                        | 22                        | 23                        | 06                        | 07                        | 08                        | 09                        | 10                        | 11                        | 12                        | 13                        | 14                        | 15                        | 16                        | 17                        | 18                        | 19                        | 20                        | 21                        | 22                        | 23                        |
| 00 35                      | 00 45                     | 10 35                     | 00 25 50                  | 14 37                     | 00 23 45                  | 08 30 53                  | 15 38                     | 00 23 45                  | 08 30 53                  | 15 38                     | 00 23 45                  | 08 30 53                  | 15 38                     | 00 23 45                  | 08 30 53                  | 15 40                     | 05 30                     | 00 35                     | 05 30 55                  | 20 45                     | 10 32 53                  | 15 38                     | 00 23 45                  | 08 30 53                  | 15 38                     | 00 23 45                  | 08 30 53                  | 15 38                     | 00 23 45                  | 08 30 53                  | 15 38                     | 00 23 45                  | 10 35                     | 00 25 50                  | 30                        |
| Domingos y festivos        |                           |                           |                           |                           |                           |                           |                           |                           |                           |                           |                           |                           |                           |                           |                           |                           |                           |                           |                           |                           |                           |                           |                           |                           |                           |                           |                           |                           |                           |                           |                           |                           |                           |                           |                           |
| Legazpi > Villaverde Alto  | Legazpi > Villaverde Alto | Legazpi > Villaverde Alto | Legazpi > Villaverde Alto | Legazpi > Villaverde Alto | Legazpi > Villaverde Alto | Legazpi > Villaverde Alto | Legazpi > Villaverde Alto | Legazpi > Villaverde Alto | Legazpi > Villaverde Alto | Legazpi > Villaverde Alto | Legazpi > Villaverde Alto | Legazpi > Villaverde Alto | Legazpi > Villaverde Alto | Legazpi > Villaverde Alto | Legazpi > Villaverde Alto | Legazpi > Villaverde Alto | Legazpi > Villaverde Alto | Villaverde Alto > Legazpi | Villaverde Alto > Legazpi | Villaverde Alto > Legazpi | Villaverde Alto > Legazpi | Villaverde Alto > Legazpi | Villaverde Alto > Legazpi | Villaverde Alto > Legazpi | Villaverde Alto > Legazpi | Villaverde Alto > Legazpi | Villaverde Alto > Legazpi | Villaverde Alto > Legazpi | Villaverde Alto > Legazpi | Villaverde Alto > Legazpi | Villaverde Alto > Legazpi | Villaverde Alto > Legazpi | Villaverde Alto > Legazpi | Villaverde Alto > Legazpi | Villaverde Alto > Legazpi |
| 06                         | 07                        | 08                        | 09                        | 10                        | 11                        | 12                        | 13                        | 14                        | 15                        | 16                        | 17                        | 18                        | 19                        | 20                        | 21                        | 22                        | 23                        | 06                        | 07                        | 08                        | 09                        | 10                        | 11                        | 12                        | 13                        | 14                        | 15                        | 16                        | 17                        | 18                        | 19                        | 20                        | 21                        | 22                        | 23                        |
|                            | 30                        | 15                        | 00 25 50                  | 14 37                     | 00 23 45                  | 08 30 53                  | 15 38                     | 00 23 45                  | 08 30 53                  | 15 38                     | 00 23 45                  | 08 30 53                  | 15 38                     | 00 23 45                  | 08 30 55                  | 20 50                     | 30                        |                           | 00 35                     | 10 40                     | 10 32 53                  | 15 38                     | 00 23 45                  | 08 30 53                  | 15 38                     | 00 23 45                  | 08 30 53                  | 15 38                     | 00 23 45                  | 08 30 53                  | 15 38                     | 00 23 45                  | 10 40                     | 10 50                     | 30                        |

## Recorrido y paradas

### Sentido Villaverde Alto
La línea inicia su recorrido en la plaza de Legazpi, junto al antiguo matadero. Desde esta plaza sale por el Puente de Andalucía, que franquea el río Manzanares y llega a la Glorieta de Cádiz, en la cual la línea toma la salida de la avenida de Córdoba, que recorre en su totalidad hasta pasar junto al Hospital 12 de Octubre, en la Glorieta de Málaga, donde se incorpora a la avenida de Andalucía.
A continuación, la línea circula por la avenida de Andalucía hasta llegar a las inmediaciones de la Colonia San Cristóbal de los Ángeles, donde sale en dirección a la misma por el paseo de María Droc.
Una vez dentro de la colonia, circula por las calles Burjasot, Godella y Rocafort, saliendo al final de esta última de nuevo a la avenida de Andalucía, por la que sigue en dirección sur hasta girar a la derecha por la calle de la Resina, entrando a la zona industrial de Villaverde.
Dentro de la zona industrial de Villaverde, circula por las calles Resina, San Eustaquio, San Cesáreo, San Erasmo y avenida Real de Pinto, saliendo por esta última de la zona industrial y dirigiéndose hacia Villaverde Alto.
A continuación, una vez pasa sobre la vía del tren, gira a la derecha por la calle Domingo Párraga, que recorre hasta la intersección con la calle Astillero, por la que se desvía y circula hasta girar de nuevo a la derecha por el paseo de Alberto Palacios, que recorre hasta llegar a la plaza de Ágata, donde tiene su cabecera.
| Código | Parada                                   | Común con                                                             | Conexiones con Metro y Cercanías | Otros |
| ------ | ---------------------------------------- | --------------------------------------------------------------------- | -------------------------------- | ----- |
| 1425   | LEGAZPI                                  | 22 123                                                                | Legazpi                          |       |
| 5718   | Glorieta de Cádiz                        | 18 22 59 76 85 86 411 421 422 424 426 447 448                         |                                  |       |
| 5719   | Almendrales                              | 18 22 59 76 85 86                                                     | Almendrales                      |       |
| 5720   | Avenida de Córdoba                       | 18 22 59 76 85 86                                                     |                                  |       |
| 1132   | Hospital 12 de Octubre                   | 18 22 59 76 85 86 411 421 422 423 424 426 429 447 448 VAC-158 VAC-231 | Hospital 12 de Octubre           |       |
| 5378   | Glorieta de Málaga                       | 18 22 59 76 81 85 86                                                  |                                  |       |
| 1135   | San Fermín-Orcasur                       | 18 22 59 85 86 411 421 422 424 447 448                                | San Fermín-Orcasur               |       |
| 1137   | Avenida de Andalucía-Avenida los Rosales | 18 22 59 85 86                                                        |                                  |       |
| 1172   | Avenida de Andalucía-Centro Comercial    | 22 59 85 411 421 422 424 426 447 448                                  | Ciudad de los Ángeles            |       |
| 4662   | Avenida de Andalucía-Felicidad           | 22 59 85 411                                                          |                                  |       |
| 1174   | Bohemios-Sáhara                          | 22 59 85 411 447 448                                                  |                                  |       |
| 4664   | Avenida de Andalucía-Anoeta              | 22 59 85 411                                                          |                                  |       |
| 1176   | Villaverde Cruce                         | 59                                                                    | Villaverde Bajo Cruce            |       |
| 1178   | María Droc-San Dalmacio                  | 59                                                                    |                                  |       |
| 5460   | Burjasot                                 |                                                                       |                                  |       |
| 5461   | San Cristóbal                            |                                                                       |                                  |       |
| 5462   | Rocafort-Moncada                         |                                                                       |                                  |       |
| 3925   | María Droc-San Dalmacio                  |                                                                       |                                  |       |
| 2843   | Metro San Cristóbal                      | 447                                                                   | San Cristóbal                    |       |
| 2845   | Avenida de Andalucía-Resina              |                                                                       |                                  |       |
| 2847   | Resina-San Eustaquio                     |                                                                       |                                  |       |
| 2849   | San Cesareo-San Eustaquio                |                                                                       |                                  |       |
| 2850   | San Cesareo-San Erasmo                   |                                                                       |                                  |       |
| 2855   | San Norberto-Parque de bomberos          |                                                                       |                                  |       |
| 2851   | Domingo Párraga-Real de Pinto            |                                                                       |                                  |       |
| 3900   | Villaverde Alto Cercanías                | 432                                                                   | Villaverde Alto                  |       |
| 2856   | Astillero                                |                                                                       |                                  |       |
| 2182   | Alberto Palacios-Juan Peñalver           | 22                                                                    |                                  |       |
| 2180   | Alberto Palacios-Aladierna               | 22                                                                    |                                  |       |
| 1197   | PLAZA DE ÁGATA                           | 86                                                                    |                                  |       |

### Sentido Plaza de Legazpi
El recorrido de vuelta es idéntico al de la ida pero en sentido contrario con dos excepciones:
- Al iniciar su recorrido en la plaza de Ágata, sale por la calle Doctor Martín Arévalo hasta la avenida Real de Pinto, circula brevemente por la misma y gira por la calle Doctor Pérez Domínguez regresando por ella a la plaza de Ágata, desde la cual enfila el paseo de Alberto Palacios al igual que hace en la ida.
- Dentro del área industrial de Villaverde circula por la calle San Norberto en lugar de las calles San Erasmo y San Cesáreo.
- Dentro de la Colonia San Cristóbal de los Ángeles circula por las mismas calles que a la ida y en el mismo sentido excepto por el paseo de María Droc.

| Código | Parada                                      | Común con                                                             | Conexiones con Metro y Cercanías | Otros |
| ------ | ------------------------------------------- | --------------------------------------------------------------------- | -------------------------------- | ----- |
| 1197   | PLAZA DE ÁGATA                              | 86                                                                    |                                  |       |
| 1195   | Doctor Pérez Domínguez                      | 22 86 130 131                                                         |                                  |       |
| 5154   | Plaza del Ágata                             | 22                                                                    |                                  |       |
| 2179   | Alberto Palacios-Aladierna                  | 22                                                                    |                                  |       |
| 2181   | Alberto Palacios-Juan Peñalver              | 22                                                                    |                                  |       |
| 2857   | Astillero                                   |                                                                       |                                  |       |
| 3901   | Villaverde Alto Cercanías                   | 432                                                                   | Villaverde Alto                  |       |
| 2852   | Domingo Párraga-Real de Pinto               |                                                                       |                                  |       |
| 2858   | San Norberto-Parque de bomberos             |                                                                       |                                  |       |
| 2859   | San Eustaquio-San Norberto                  |                                                                       |                                  |       |
| 5883   | Resina-San Eustaquio                        |                                                                       |                                  |       |
| 2848   | Villaverde Alto                             |                                                                       |                                  |       |
| 2846   | Avenida de Andalucía-Resina                 |                                                                       |                                  |       |
| 2860   | Avenida de Andalucía-Marconi                |                                                                       |                                  |       |
| 2261   | Escuela de Logística                        |                                                                       |                                  |       |
| 2862   | Cuartel de San Cristóbal                    |                                                                       |                                  |       |
| 2844   | Metro San Cristóbal                         | 447                                                                   | San Cristóbal                    |       |
| 1179   | Burjasot                                    | 59                                                                    |                                  |       |
| 1180   | San Cristóbal                               | 59                                                                    |                                  |       |
| 1181   | Rocafort-Moncada                            | 59                                                                    |                                  |       |
| 1177   | Villaverde Cruce                            | 59                                                                    | Villaverde Bajo Cruce            |       |
| 4665   | Avenida de Andalucía-Anoeta                 | 22 59 85 411                                                          |                                  |       |
| 1175   | Bohemios-Sáhara                             | 22 59 85 411 447 448                                                  |                                  |       |
| 4663   | Avenida de Andalucía-Felicidad              | 22 59 85 411                                                          |                                  |       |
| 1173   | Avenida de Andalucía-Centro Comercial       | 22 59 85 411 421 422 424 426 447 448                                  | Ciudad de los Ángeles            |       |
| 1138   | Avenida de Andalucía-Avenida de los Rosales | 18 22 59 85 86                                                        |                                  |       |
| 1136   | San Fermín-Orcasur                          | 18 22 59 85 86 411 421 422 424 447 448                                | San Fermín-Orcasur               |       |
| 1134   | Avenida de Andalucía-San Fermín             | 18 22 59 76 85 86 411                                                 |                                  |       |
| 5379   | Glorieta de Málaga                          | 18 22 59 76 85 86                                                     |                                  |       |
| 5380   | Hospital 12 Octubre                         | 18 22 59 76 85 86 411 421 422 423 424 426 429 447 448 VAC-158 VAC-231 | Hospital 12 de Octubre           |       |
| 5702   | Avenida de Córdoba                          | 18 22 59 76 85 86                                                     |                                  |       |
| 5703   | Almendrales                                 | 18 22 59 76 85 86                                                     | Almendrales                      |       |
| 5704   | Glorieta de Cádiz                           | 18 22 59 76 85 86 411 421 422 424 426 447 448                         |                                  |       |
| 1425   | LEGAZPI                                     | 22 123                                                                | Legazpi                          |       |

## Galería de imágenes

Mapa zonal de la estación de Almendrales con las líneas de autobuses que pasan por ella, entre las que se encuentra la línea 79.
Mapa zonal de la estación de Villaverde Alto con las líneas de autobuses que pasan por ella, entre las que se encuentra la línea 79.